# Fukushima
Fukushima (福島市?, Fukushima-shi) è una città del Giappone capoluogo della prefettura omonima sull'isola di Honshū. Nel 2019 la città contava circa 287 000 abitanti. È nota internazionalmente soprattutto per l' Incidente nucleare di Fukushima Dai-ichi, avvenuto presso l'omonima centrale a circa 60 km di distanza in linea d'aria.

## Storia
Una volta veniva chiamata "Shinobu-no-sato," villaggio di Shinobu. Nel XII secolo, il signore feudale Suginome Taro costruì il castello Suginome e il villaggio cominciò a svilupparsi attorno al castello di Fukushima. Durante il periodo Edo, Fukushima cominciò a prosperare grazie alla produzione di seta e dei suoi tessuti e il suo nome divenne famoso anche a Kyoto. Dopo il "Rinnovamento Meiji" nel 1868 un ufficio della prefettura venne stabilito a Fukushima e la Banca del Giappone stabilì un ufficio nella città. Questa è stata la prima banca nazionale nella regione di Tōhoku. La città venne fondata il 1º aprile del 1907. Il 1º luglio del 2008 la località di Iino, che apparteneva al Distretto di Date, venne annessa alla città di Fukushima.

### L'incidente nella centrale nucleare
La città ha assunto un'improvvisa notorietà mondiale quando, a seguito del terremoto dell'11 marzo 2011 si è verificato un grave incidente alla centrale nucleare situata a 60 chilometri di distanza. I livelli di radiazioni raggiunti, malgrado non abbiano portato all'evacuazione dell'abitato, hanno indotto la popolazione a rimanere in casa la sera, riducendo le attività economiche notturne in città.

## Clima
| Fukushima (1991-2020) Fonte: JMA                     | Mesi         | Mesi         | Mesi         | Mesi        | Mesi        | Mesi        | Mesi        | Mesi        | Mesi        | Mesi        | Mesi        | Mesi         | Stagioni | Stagioni | Stagioni | Stagioni | Anno    |
| Fukushima (1991-2020) Fonte: JMA                     | Gen          | Feb          | Mar          | Apr         | Mag         | Giu         | Lug         | Ago         | Set         | Ott         | Nov         | Dic          | Inv      | Pri      | Est      | Aut      | Anno    |
| ---------------------------------------------------- | ------------ | ------------ | ------------ | ----------- | ----------- | ----------- | ----------- | ----------- | ----------- | ----------- | ----------- | ------------ | -------- | -------- | -------- | -------- | ------- |
| T. max. media (°C)                                   | 5,8          | 7,1          | 11,2         | 17,7        | 23,1        | 25,9        | 29,1        | 30,5        | 26,2        | 20,5        | 14,5        | 8,6          | 7,2      | 17,3     | 28,5     | 20,4     | 18,3    |
| T. media (°C)                                        | 1,9          | 2,5          | 5,9          | 11,7        | 17,2        | 20,7        | 24,3        | 25,5        | 21,6        | 15,6        | 9,5         | 4,3          | 2,9      | 11,6     | 23,5     | 15,6     | 13,4    |
| T. min. media (°C)                                   | −1,5         | −1,2         | 1,3          | 6,4         | 12,1        | 16,6        | 20,8        | 21,9        | 18,0        | 11,7        | 5,2         | 0,7          | −0,7     | 6,6      | 19,8     | 11,6     | 9,3     |
| T. max. assoluta (°C)                                | 18,1 (1910)  | 21,4 (2016)  | 25,2 (2021)  | 32,2 (1998) | 35,3 (2019) | 36,7 (1987) | 39,0 (2015) | 39,1 (1942) | 37,3 (2010) | 30,3 (1946) | 26,0 (2009) | 22,4 (1953)  | 22,4     | 35,3     | 39,1     | 37,3     | 39,1    |
| T. min. assoluta (°C)                                | −15,0 (1909) | −18,5 (1891) | −12,9 (1936) | −5,5 (1934) | −1,2 (1896) | 3,8 (1921)  | 9,1 (1976)  | 9,8 (1910)  | 4,8 (1897)  | −1,7 (1907) | −6,6 (1889) | −13,5 (1926) | −18,5    | −12,9    | 3,8      | −6,6     | −18,5   |
| Giorni di calura (Tmax ≥ 30 °C)                      | 0,0          | 0,0          | 0,0          | 0,2         | 1,9         | 5,3         | 14,7        | 18,7        | 6,1         | 0,1         | 0,0         | 0,0          | 0,0      | 2,1      | 38,7     | 6,2      | 47,0    |
| Giorni di gelo (Tmin ≤ 0 °C)                         | 22,8         | 20,1         | 10,1         | 0,6         | 0,0         | 0,0         | 0,0         | 0,0         | 0,0         | 0,0         | 1,1         | 12,4         | 55,3     | 10,7     | 0,0      | 1,1      | 67,1    |
| Giorni di ghiaccio (Tmax ≤ 0 °C)                     | 0,5          | 0,4          | 0,0          | 0,0         | 0,0         | 0,0         | 0,0         | 0,0         | 0,0         | 0,0         | 0,0         | 0,1          | 1,0      | 0,0      | 0,0      | 0,0      | 1,0     |
| Nuvolosità (okta al giorno)                          | 6,9          | 6,7          | 6,6          | 6,6         | 7,2         | 8,1         | 8,4         | 7,9         | 7,8         | 7,1         | 6,5         | 6,8          | 6,8      | 6,8      | 8,1      | 7,1      | 7,2     |
| Precipitazioni (mm)                                  | 56,2         | 41,1         | 75,7         | 81,8        | 88,5        | 121,2       | 177,7       | 151,3       | 167,6       | 138,7       | 58,4        | 48,9         | 146,2    | 246,0    | 450,2    | 364,7    | 1 207,1 |
| Giorni di pioggia                                    | 8,0          | 6,8          | 7,1          | 7,8         | 8,2         | 10,1        | 13,2        | 11,0        | 10,5        | 8,2         | 6,1         | 8,1          | 22,9     | 23,1     | 34,3     | 24,8     | 105,1   |
| Nevicate (cm)                                        | 49           | 34           | 14           | 1           | 0           | 0           | 0           | 0           | 0           | 0           | 1           | 24           | 107      | 15       | 0        | 1        | 123     |
| Giorni di neve                                       | 9,9          | 7,9          | 3,4          | 0,3         | 0,0         | 0,0         | 0,0         | 0,0         | 0,0         | 0,0         | 0,1         | 5,0          | 22,8     | 3,7      | 0,0      | 0,1      | 26,6    |
| Giorni di nebbia                                     | 0,7          | 0,3          | 0,4          | 0,4         | 0,2         | 0,3         | 0,4         | 0,2         | 0,3         | 1,0         | 1,2         | 0,6          | 1,6      | 1,0      | 0,9      | 2,5      | 6,0     |
| Umidità relativa media (%)                           | 68           | 65           | 61           | 58          | 63          | 72          | 77          | 76          | 76          | 73          | 70          | 70           | 67,7     | 60,7     | 75       | 73       | 69,1    |
| Radiazione solare globale media (centesimi di MJ/m²) | 7,8          | 10,7         | 13,8         | 16,8        | 18,0        | 16,3        | 14,7        | 14,9        | 11,9        | 10,0        | 7,8         | 6,6          | 25,1     | 48,6     | 45,9     | 29,7     | 149,3   |
| Ore di soleggiamento mensili                         | 132,2        | 144,8        | 175,1        | 189,7       | 193,2       | 141,4       | 125,2       | 148,7       | 122,9       | 133,7       | 128,3       | 118,7        | 395,7    | 558,0    | 415,3    | 384,9    | 1 753,9 |
| Pressione a 0 metri s.l.m. (hPa)                     | 1 007,4      | 1 007,8      | 1 007,3      | 1 005,9     | 1 003,8     | 1 001,2     | 1 001,0     | 1 002,4     | 1 005,7     | 1 009,2     | 1 010,3     | 1 008,6      | 1 007,9  | 1 005,7  | 1 001,5  | 1 008,4  | 1 005,9 |
| Tensione di vapore (hPa)                             | 4,8          | 4,7          | 5,6          | 7,9         | 12,0        | 17,3        | 23,0        | 24,4        | 19,5        | 13,0        | 8,5         | 5,8          | 5,1      | 8,5      | 21,6     | 13,7     | 12,2    |
| Vento (direzione-m/s)                                | WNW 2,5      | WNW 2,7      | WNW 2,8      | NW 2,9      | NE 2,6      | NE 2,3      | NE 2,1      | NE 2,1      | NE 2,0      | WNW 2,0     | WNW 2,2     | WNW 2,4      | 2,5      | 2,8      | 2,2      | 2,1      | 2,4     |

| Passo Tsuchiyu (1991-2020) Fonte: JMA | Mesi         | Mesi         | Mesi         | Mesi         | Mesi        | Mesi        | Mesi        | Mesi        | Mesi        | Mesi        | Mesi         | Mesi         | Stagioni | Stagioni | Stagioni | Stagioni | Anno    |
| Passo Tsuchiyu (1991-2020) Fonte: JMA | Gen          | Feb          | Mar          | Apr          | Mag         | Giu         | Lug         | Ago         | Set         | Ott         | Nov          | Dic          | Inv      | Pri      | Est      | Aut      | Anno    |
| ------------------------------------- | ------------ | ------------ | ------------ | ------------ | ----------- | ----------- | ----------- | ----------- | ----------- | ----------- | ------------ | ------------ | -------- | -------- | -------- | -------- | ------- |
| T. max. media (°C)                    | −3,8         | −2,9         | 0,8          | 7,4          | 14,1        | 17,3        | 20,6        | 21,8        | 17,6        | 11,9        | 5,7          | −0,7         | −2,5     | 7,4      | 19,9     | 11,7     | 9,2     |
| T. media (°C)                         | −6,2         | −5,8         | −2,5         | 3,5          | 9,7         | 13,6        | 17,5        | 18,5        | 14,4        | 8,5         | 2,6          | −3,2         | −5,1     | 3,6      | 16,5     | 8,5      | 5,9     |
| T. min. media (°C)                    | −8,7         | −8,7         | −5,8         | 0,2          | 6,0         | 10,8        | 15,1        | 16,0        | 11,9        | 5,7         | −0,2         | −5,7         | −7,7     | 0,1      | 14,0     | 5,8      | 3,0     |
| T. max. assoluta (°C)                 | 6,8 (1991)   | 11,8 (2004)  | 13,0 (2018)  | 20,6 (1998)  | 27,2 (2019) | 27,6 (1987) | 29,0 (2015) | 29,4 (2015) | 26,8 (2020) | 24,6 (2004) | 18,2 (1977)  | 15,3 (2018)  | 15,3     | 27,2     | 29,4     | 26,8     | 29,4    |
| T. min. assoluta (°C)                 | −16,4 (1997) | −20,3 (2001) | −14,0 (1977) | −10,7 (1987) | −3,4 (1991) | 1,6 (1985)  | 5,8 (1983)  | 8,5 (2018)  | 0,4 (2001)  | −3,9 (1983) | −10,3 (1983) | −14,6 (1984) | −20,3    | −14,0    | 1,6      | −10,3    | −20,3   |
| Giorni di calura (Tmax ≥ 30 °C)       | 0,0          | 0,0          | 0,0          | 0,0          | 0,0         | 0,0         | 0,0         | 0,0         | 0,0         | 0,0         | 0,0          | 0,0          | 0,0      | 0,0      | 0,0      | 0,0      | 0,0     |
| Giorni di gelo (Tmin ≤ 0 °C)          | 30,8         | 27,6         | 28,9         | 16,4         | 2,0         | 0,0         | 0,0         | 0,0         | 0,0         | 1,4         | 16,6         | 29,2         | 87,6     | 47,3     | 0,0      | 18,0     | 152,9   |
| Giorni di ghiaccio (Tmax ≤ 0 °C)      | 27,0         | 21,6         | 14,2         | 2,3          | 0,0         | 0,0         | 0,0         | 0,0         | 0,0         | 0,1         | 3,9          | 18,4         | 67,0     | 16,5     | 0,0      | 4,0      | 87,5    |
| Precipitazioni (mm)                   | 111,8        | 70,2         | 115,1        | 145,7        | 165,8       | 239,4       | 318,7       | 309,1       | 297,6       | 246,5       | 124,7        | 133,5        | 315,5    | 426,6    | 867,2    | 668,8    | 2 278,1 |
| Giorni di pioggia                     | 17,6         | 14,1         | 14,7         | 12,5         | 12,9        | 14,2        | 17,3        | 14,8        | 15,5        | 13,9        | 14,9         | 18,9         | 50,6     | 40,1     | 46,3     | 44,3     | 181,3   |
| Ore di soleggiamento mensili          | 38,8         | 60,6         | 108,3        | 156,9        | 178,8       | 125,3       | 106,0       | 139,3       | 106,9       | 110,7       | 86,4         | 48,8         | 148,2    | 444,0    | 370,6    | 304,0    | 1 266,8 |
| Vento (direzione-m/s)                 | W 4,1        | W 4,3        | W 4,1        | W 3,7        | W 3,1       | W 2,3       | W 2,4       | W 2,2       | W 2,2       | W 2,9       | W 3,6        | W 4,0        | 4,1      | 3,6      | 2,3      | 2,9      | 3,2     |

## Monumenti e luoghi d'interesse

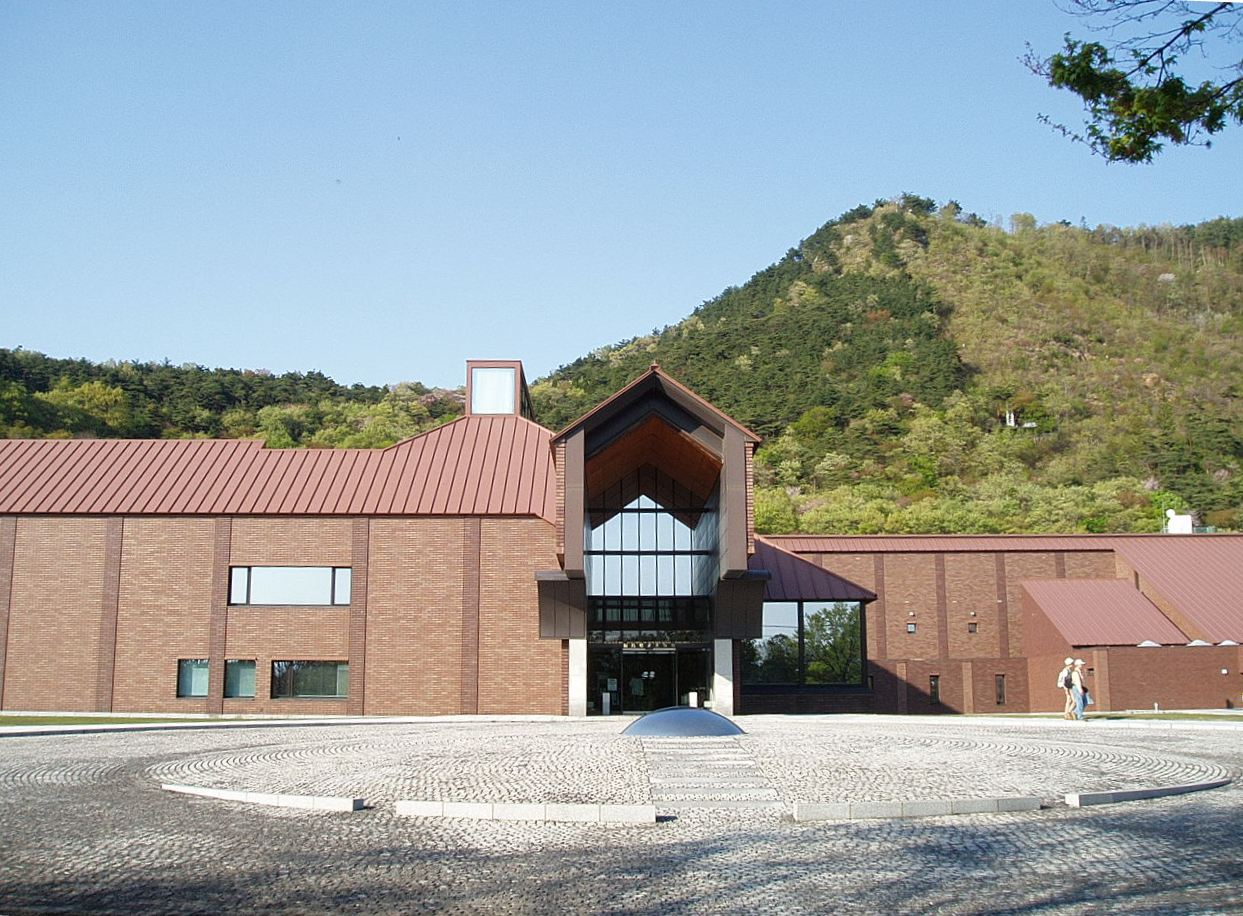
Museo prefetturale d'arte di Fukushima

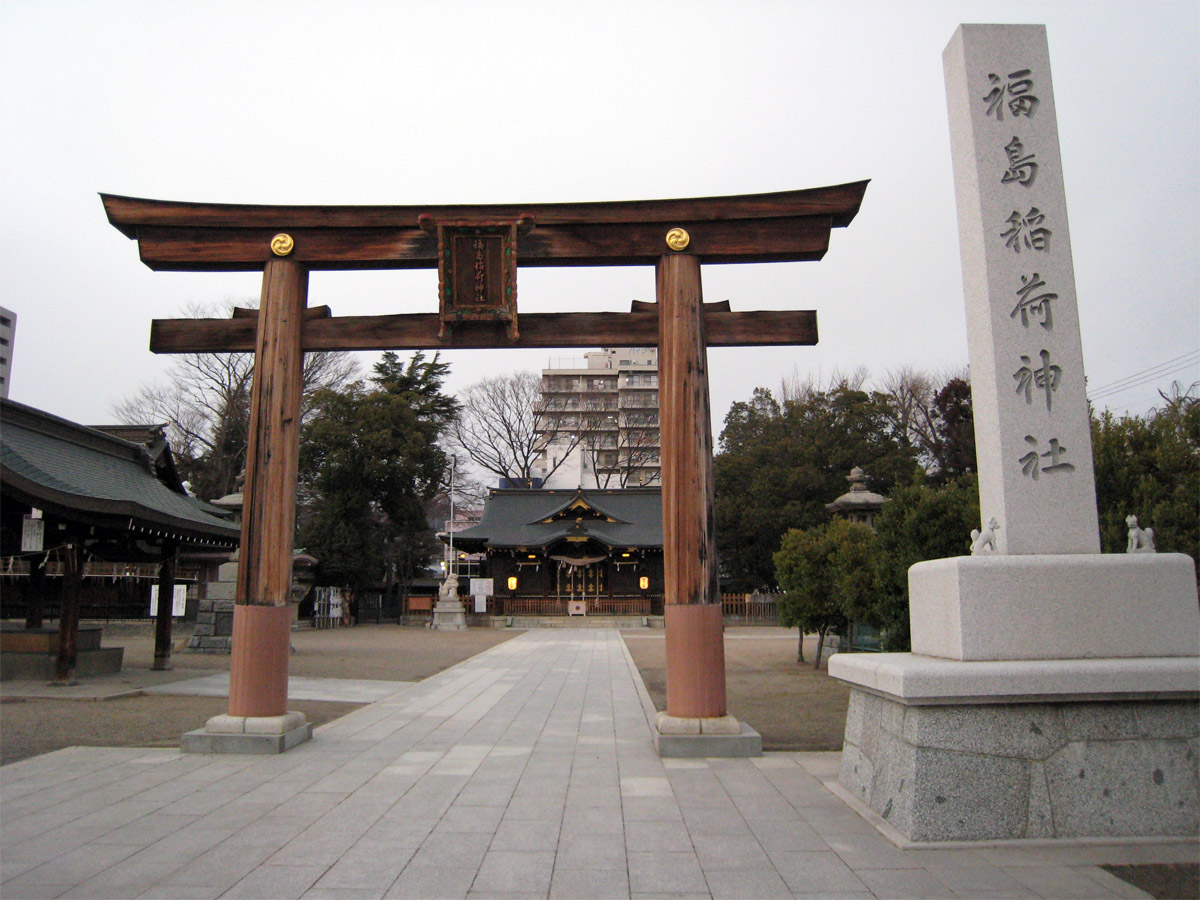
Santuario di Fukushima Inari

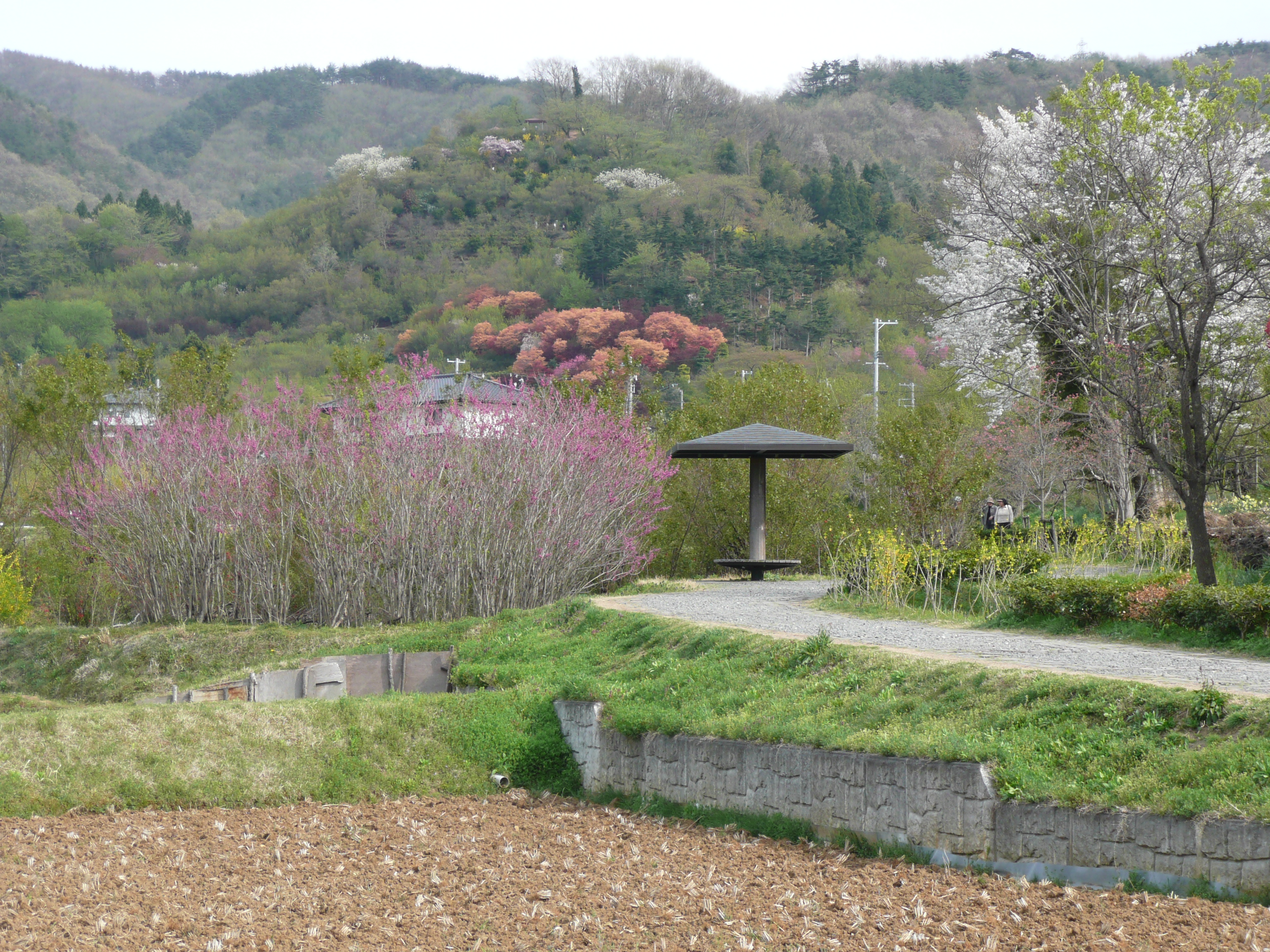
Parco Hanamiyama

### Parchi
- Parco Hanamiyama
- Kotori no Mori
- Parco acquatico Abukuma
- Jorakuen
- Parco Kyoraku

### Musei
- Museo prefetturale d'arte di Fukushima
- Museo della fotografia della città di Fukushima
- Centro culturale prefetturale di Fukushima

### Siti archeologici
- Rovine del giardino del castello di Fukushima
- Rovine di Miyahata
- Sito Wadai
- Rovine di Hakusan

### Luoghi di culto
- Santuario di Fukushima Inari
- Santuario di Fukushima Kengokoku
- Tempio Ioji
- Tempio di Antonino

## Impianti sportivi
- Fukushima Azuma Baseball Stadium

## Infrastrutture e trasporti
L'Aeroporto di Fukushima si trova a circa 20 km dalla città.